# جون (مغني كوري جنوبي)
جون هو مغني كوري جنوبي، ولد في 2 يناير 1987 في سول في كوريا الجنوبية.

## وصلات خارجية
- الموقع الرسمي
- جون على موقع ميوزك برينز (الإنجليزية)